# Sagra dei Osei (Sacile)
La sagra dei Osei (sagra degli uccelli) è una fiera che si svolge annualmente a Sacile il primo weekend di settembre, incentrata sull'esposizione e sul mercato di uccelli da canto. Nel 2023 ha raggiunto la 750ª edizione, figurando tra le più antiche sagre popolari in Italia. La Sagra dei Osei è la manifestazione ornitologica più antica d'Europa.

## Storia

### Origini medievali
La manifestazione affonda le sue radici nell'antico "mercato di San Lorenzo" di origine popolare: il 10 agosto gli abitanti delle campagne e dei paesi circostanti si riunivano nello spazio antistante le mura della città, ove prendeva vita un mercato spontaneo incentrato sulla compravendita di uccelli da canto e da richiamo. L'importanza assunta dal commercio di tali esemplari è probabilmente riconducibile al loro utilizzo nell'ambito dell'uccellagione, pratica allora diffusa anche a livello popolare, e che riprendeva in concomitanza con la fine dell'estate e l'avvio dell'autunno.
I primi atti scritti riguardanti l'evento risalgono al 2 agosto 1274: uno scritto nel memoriale dell'allora patriarca di Aquileia Raimondo della Torre riporta che la comunità di Sacile chiese che le venisse concesso di spostare il mercato entro le mura cittadine. La concessione venne elargita, e a partire dal medesimo anno il fulcro della manifestazione divenne la piazza della città.
Furono probabilmente di carattere principalmente economico le ragioni di questa richiesta, poiché con tale provvedimento le istituzioni sacilesi guadagnarono il diritto di applicare dei dazi sulle merci che venivano vendute. I patriarchi che seguirono dettero più volte conferma ufficiale di tale prerogativa dell'amministrazione cittadina.
Nel corso degli anni la manifestazione si ampliò, assumendo i connotati di una vera e propria fiera della durata di più giorni, in cui non si commerciavano soltanto uccelli da richiamo e canto ma anche animali da cortile (pollame, conigli, suini, bovini ecc.) e merci di vario genere.

### Tempi moderni
Il particolare tema della sagra le consentì di sopravvivere attraverso i secoli sino all'Ottocento, ritornando in questo periodo a focalizzarsi sul mercato di uccelli da richiamo e strumenti e articoli per l'uccellagione.
Nel 1907 un comitato cittadino, presieduto dall'allora Onorevole Luigi Gasparotto, volle a dare un'organizzazione a quello che era il tradizionale mercato estivo sacilese, con l'intento di pubblicizzare l'evento al di fuori dell'usuale territorio circostante. Nell'agosto di quello stesso anno un articolo apparso su La Domenica del Corriere a firma di Arnaldo Fraccaroli diede per la prima volta una risonanza nazionale all'evento (Delirio di mille armonie sovrapposte, diseguali e fantastiche [...]). Alla fiera fu anche dedicata una tavola della Domenica del Corriere nel 1908 realizzata da Achille Beltrame.
Nel 1909 il mercato e l'esposizione degli uccelli e delle attrezzature vennero disciplinati da un regolamento specifico, dando il via a quella che è progressivamente diventata la forma definitiva della manifestazione, che si è progressivamente specializzata nel settore ornitologico.
Nel tempo questa fiera ha avuto diverse denominazioni: Fiera-Mercato di san Lorenzo, Mercato uccelli, Esposizione mercato, Fiera degli uccelli, Sagra degli uccelli.
Il titolo di "sagra dei Osei" appare per la prima volta su "La Patria del Friuli" dell'11 agosto 1926.
Dal 1957 la sagra dei Osei è iscritta nel calendario nazionale delle mostre ed esposizioni quale “Esposizione nazionale degli uccelli”.
Dal 2007 è divenuta ‘'Fiera nazionale specializzata'’.
Attualmente l'organizzazione della sagra è competenza della Pro Sacile, la locale Pro loco.
Negli ultimi anni vi sono state diverse manifestazioni di protesta da parte delle associazioni animaliste contro i metodi di detenzione degli uccelli.

## Eventi

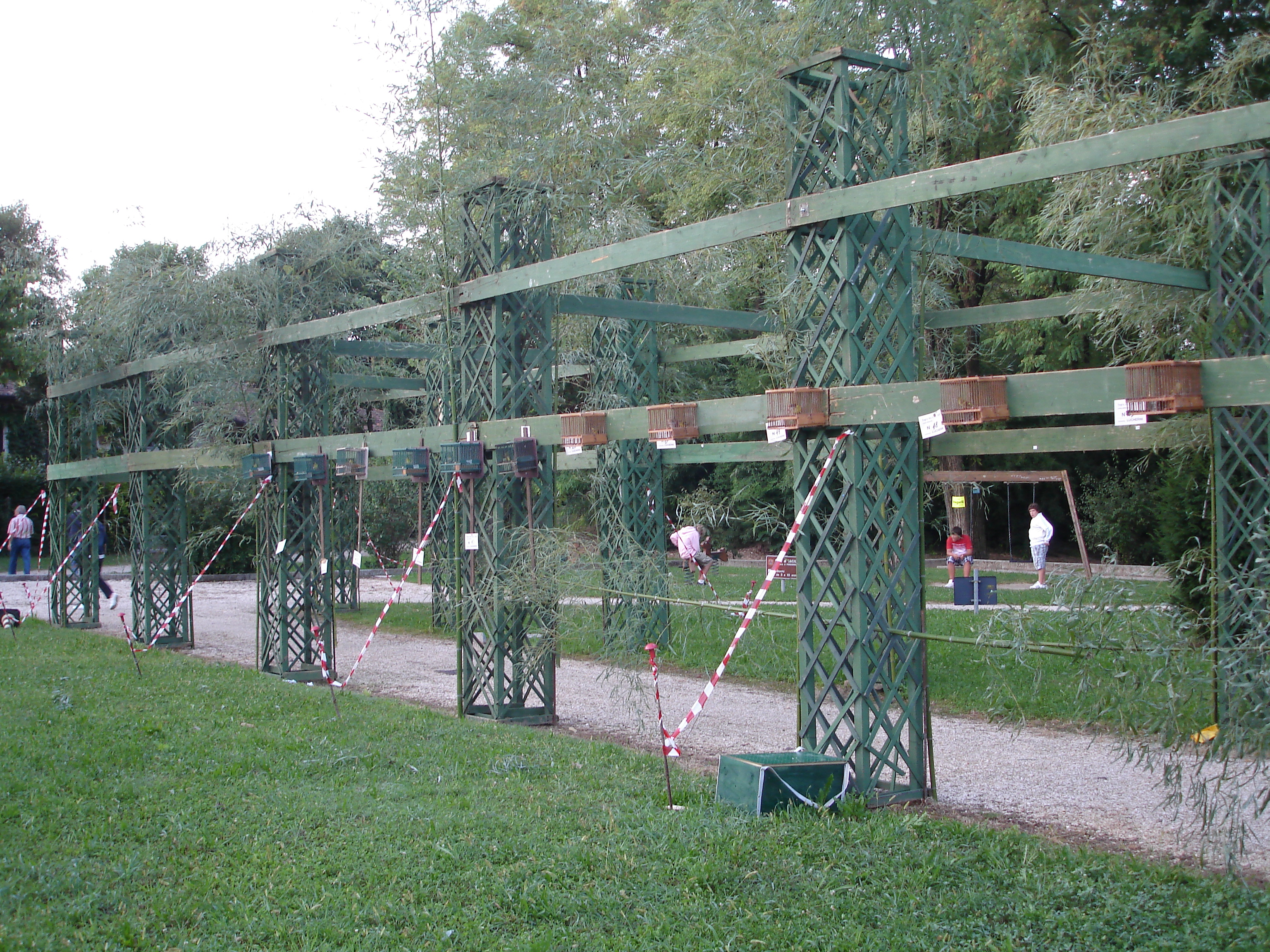
Lucherini esposti nel parco dell'Ortazza, nell'ambito del concorso canoro

I momenti salienti della moderna edizione della sagra sono la gara di bel canto, in cui si ascoltano le voci degli uccelli, e la gara di chioccolo che ha luogo all'alba dell'ultimo giorno di fiera.
A partire dal 1973 l'organizzazione della manifestazione bandisce un concorso internazionale per la realizzazione del manifesto promozionale e celebrativo, a cui partecipano i maggiori grafici e disegnatori del momento. Il manifesto della Sagra dei Osei ha in tal modo assunto il significato di "elemento di identità e unità storica" ed è divenuto oggetto di collezionismo.
La fiera è ben nota in tutta Europa agli esperti del settore: particolarmente rinomata è l'esposizione di esemplari da canto, e le competizioni canore che hanno luogo nel corso dei vari giorni della manifestazione.
Alla "sagra dei Osei" di agosto, si accompagna la "fiera primaverile degli Uccelli", organizzata annualmente dalla Associazione Pro Sacile e che si svolge nel mese di aprile, la domenica dopo Pasqua.

## Influenza culturale
Una descrizione dell'evento è contenuta nel racconto di Giovanni Comisso La favorita (Longanesi, 1965).